# Piskorzówek
Piskorzówek (niem. Klein Peiskerau) – wieś w Polsce położona w województwie dolnośląskim, w powiecie oławskim, w gminie Domaniów.

## Podział administracyjny
W latach 1975–1998 miejscowość administracyjnie należała do województwa wrocławskiego.

## Historia
Miejscowość została wymieniona w zlatynizowanej formie novum Piscorow w łacińskim dokumencie wydanym w 1332 roku w Brzegu. W kolejnym źródle wymieniona w zlatynizowanej, staropolskiej formie Pyskerow minor w łacińskim dokumencie wydanym w 1333 roku.